# Georg Meier (Rennfahrer)

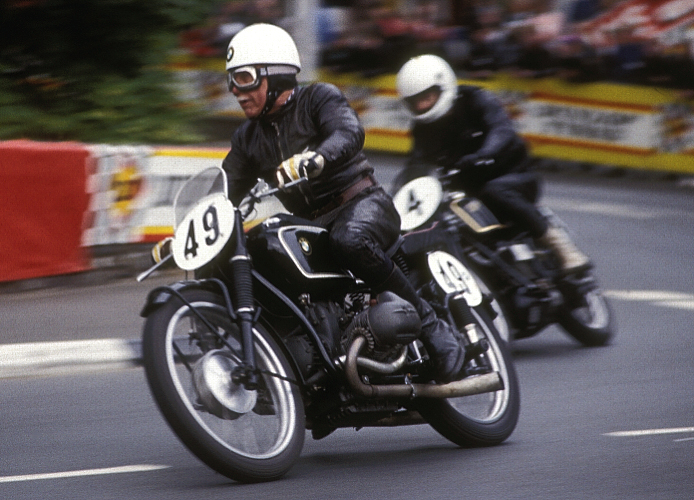
Georg Meier 1989 auf der Isle of Man mit der BMW 255 Kompressor von 1939

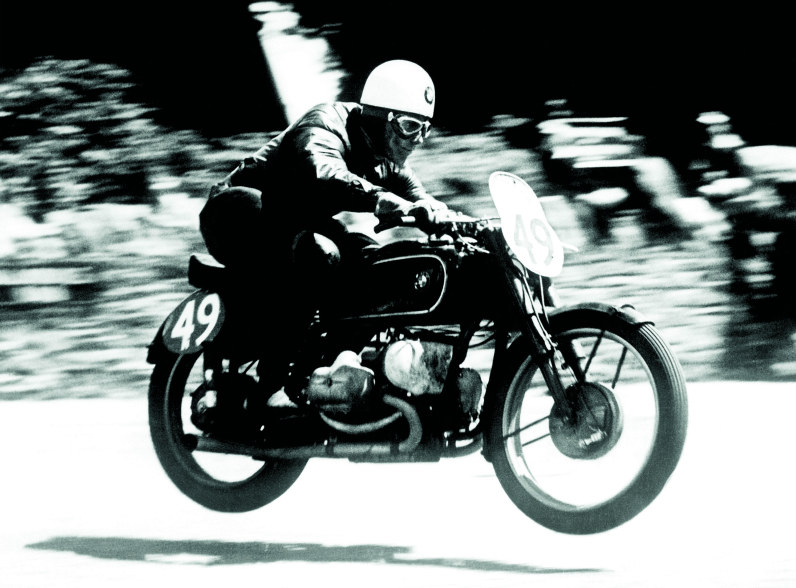
Meier bei seinem Senior-TT-Sieg 1939

Georg „Schorsch“ Meier (* 9. November 1910 in Mühldorf am Inn; † 19. Februar 1999 in München) war ein deutscher Automobil- und Motorradrennfahrer. Bekannt wurde er unter seinem Spitznamen der Gusseiserne Schorsch.

## Karriere
Meier schloss seine im Jahr 1925 begonnene Mechanikerlehre im Jahr 1928 erfolgreich ab. Im Jahr 1929 trat er in den Polizeidienst der Landespolizei Bayern ein. In Polizeiuniform trat er 1933 zur 2000-Kilometer-Deutschlandfahrt an. Im Jahr 1936 wechselte er zur Wehrmacht. Ab 1937 bestritt er Motorradrennen auf BMW. 1938 gewann er für die Münchner sowohl den EM-Titel als auch die Deutsche Meisterschaft in der 500-cm³-Klasse. 1939 gewann er auf der BMW 255 Kompressor als erster Nicht-Brite die 500er-Klasse, die sogenannte Senior-TT, bei der Tourist Trophy auf der Isle of Man. In dieser Zeit bestritt er auch Monoposto-Autorennen für die Auto Union AG, für die er beim Grand Prix von Frankreich 1939 Zweiter wurde.
Im Zweiten Weltkrieg war Meier in Frankreich stationiert und als Fahrer des Chefs der Abwehr, Admiral Wilhelm Canaris, im Einsatz.
Nach dem Krieg versuchte sich Meier erneut im Automobilsport. Im Jahr 1948 wurde er mit Veritas Deutscher Formel-2-Meister. Mit BMW-Motorradsport bestritt er bis zu seinem Rücktritt Ende 1953 mit großem Erfolg Motorradrennen und gewann die Deutschen Meisterschaften der 500-cm³-Klasse 1947, 1948, 1949, 1950 und 1953, ehe er sich auf seinen Kraftfahrzeugbetrieb in München konzentrierte.

## Ehrungen
- Meier wurde 1949 zum Deutschlands Sportler des Jahres in Deutschland gewählt.
- Am 31. Januar 1952 erhielt er von Bundespräsident Theodor Heuss das Silberne Lorbeerblatt.[1]

## Statistik

### Motorradsport
Erfolge
- 1938 – 500-cm³-Europameister auf BMW
- 1938 – Deutscher 500-cm³-Meister auf BMW
- 1947 – Deutscher 500-cm³-Meister auf BMW
- 1948 – Deutscher 500-cm³-Meister auf BMW
- 1949 – Deutscher 500-cm³-Meister auf BMW
- 1950 – Deutscher 500-cm³-Meister auf BMW
- 1953 – Deutscher 500-cm³-Meister auf BMW

Isle-of-Man-TT-Siege
| Jahr | Klasse           | Maschine | Durchschnittsgeschwindigkeit |
| ---- | ---------------- | -------- | ---------------------------- |
| 1939 | Senior (500 cm³) | BMW      | 89,38 mph (143,84 km/h)      |

### Automobilsport
Vorkriegs-Grand-Prix-Ergebnisse
| Saison | Team          | Wagen            | 1   | 2  | 3   | 4 | Punkte | Position |
| ------ | ------------- | ---------------- | --- | -- | --- | - | ------ | -------- |
| 1939   | Auto Union AG | Auto Union Typ D |     |    |     |   | 22     | 8.       |
| 1939   | Auto Union AG | Auto Union Typ D | DNF | 2. | DNF |   | 22     | 8.       |

| Legende  | Legende                                                                   | Legende                                                                   |           |
| Farbe    | Bedeutung                                                                 | Bedeutung                                                                 | EM-Punkte |
| -------- | ------------------------------------------------------------------------- | ------------------------------------------------------------------------- | --------- |
| Gold     | Sieg                                                                      | Sieg                                                                      | 1         |
| Silber   | 2. Platz                                                                  | 2. Platz                                                                  | 2         |
| Bronze   | 3. Platz                                                                  | 3. Platz                                                                  | 3         |
| Grün     | Klassifiziert, mehr als 75% der Renndistanz zurückgelegt                  | Klassifiziert, mehr als 75% der Renndistanz zurückgelegt                  | 4         |
| Blau     | nicht punkteberechtigt, zwischen 50% und 75% der Renndistanz zurückgelegt | nicht punkteberechtigt, zwischen 50% und 75% der Renndistanz zurückgelegt | 5         |
| Violett  | nicht punkteberechtigt, zwischen 25% und 50% der Renndistanz zurückgelegt | nicht punkteberechtigt, zwischen 25% und 50% der Renndistanz zurückgelegt | 6         |
| Rot      | nicht punkteberechtigt, weniger als 25% der Renndistanz zurückgelegt      | nicht punkteberechtigt, weniger als 25% der Renndistanz zurückgelegt      | 7         |
| Farbe    | Abkürzung                                                                 | Bedeutung                                                                 | EM-Punkte |
| Schwarz  | DSQ                                                                       | disqualifiziert (disqualified)                                            | 8         |
| Weiß     | DNS                                                                       | nicht gestartet (did not start)                                           | 8         |
| Weiß     | DNA                                                                       | nicht erschienen (did not arrive)                                         | 8         |
| sonstige | P/fett                                                                    | Pole-Position                                                             | 8         |
| sonstige | SR/kursiv                                                                 | Schnellste Rennrunde                                                      | 8         |
| sonstige | DNF                                                                       | Rennen nicht beendet (did not finish)                                     | 8         |